# SS-Arbeitslager Neu-Dachs

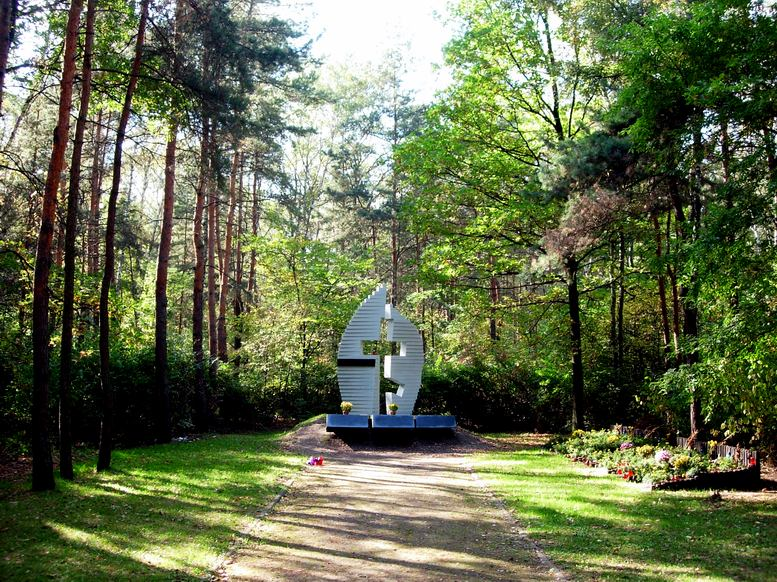
Denkmal

Das SS-Arbeitslager Neu-Dachs oder KZ Jaworzno war ein deutsches Konzentrationslager zwischen Jaworzno und Dąbrowa Narodowa. Als Nebenlager vom KZ Auschwitz diente es seit 1943 der Vernichtung durch Arbeit und als Sammellager für das Stammlager bzw. den dortigen Komplex aus Arbeitslagern und dem Vernichtungslager. In der ersten Phase als Konzentrationslager bis 19. Januar 1945 starben bzw. wurden dort etwa 2.000 KZ-Häftlinge ermordet. 
Nach 1945 bis 1956 wurde es von der Sowjetunion und Polen als politisches Gefängnis unter der Bezeichnung „Zentrales Arbeitslager“ genutzt. Die Todeszahlen in dieser Phase sind immer noch umstritten bzw. nicht aufgeklärt (es gibt Angaben, die über 1500 Tote nennen). 1956 wurde an der Stelle des Lagers ein Neubaukomplex errichtet.

## Geschichte

### Deutsches Konzentrationslager
Die polnische Stadt Jaworzno wurde nach der deutschen Besetzung Polens 1939 ins Deutsche Reich eingegliedert und dem neu gebildeten Landkreis Krenau zugewiesen. Am 15. Juni 1943 begann die Errichtung des KZ-Nebenlagers in Jaworzno. Zwangsarbeit wurde vor allem von den Kohlegruben abgerufen und zur Errichtung des Kraftwerks „Wilhelm“, später „Jaworzno I“, für die Energieversorgung Oberschlesien AG (EVO, einem Staatskonzern unter Albert Speer) benötigt. Erbaut wurde das KZ auch von britischen Kriegsgefangenen aus dem „Stalag VIII“ in Lamsdorf. Bereits im September 1944 wurden die Bauarbeiten wieder abgebrochen.
Bis zu 5.000 Häftlinge gab es gleichzeitig, darunter waren Deutsche, Polen und sowjetische Kriegsgefangene. Schließlich sollen dort die jüdischen Gefangenen etwa 80 Prozent der Insassen gebildet haben. Es gibt Berichte über 14 gelungene Ausbrüche. Die schlechten Lebensbedingungen lassen sich daran ablesen, dass monatlich etwa 200 zu „Muselmännern“ abgemagerte Häftlinge zur Vernichtung in das KZ Auschwitz-Birkenau abtransportiert wurden. Die Zahl der Toten in Neu-Dachs wird auf insgesamt 2.000 geschätzt. Die 200 bis 300 SS-Wachen, großenteils aus in Polen ansässigen Volksdeutschen gebildet, standen unter dem Befehl von Bruno Pfütze. Die Arbeitskommandos sollen unter der Aufsicht brutaler deutscher Zivilangestellter, die in der SA waren, gestanden haben. 
Beim Heranrücken der Front wurde das Lager am 15. Januar 1945 durch sowjetische Flugzeuge bombardiert. Am 17. Januar erschossen die SS-Wachen 40 für den Transport zu schwache Häftlinge. 400 ließen sie lebendig zurück und marschierten mit 3.200 los. Hunderte starben auf dem Marsch ins KZ Groß-Rosen. Von dort wurde die überlebenden Häftlinge mit der Bahn ins KZ Buchenwald gebracht.  Bei einem weiteren Massaker in der zweiten Nacht des Todesmarsches erschossen sie noch einmal 300. 
Am 19. Januar 1945 wurde das Lager durch Kämpfer der lokalen Armia Krajowa befreit. Ca. 350 Häftlinge befanden sich noch im Lager, als die Rote Armee eine Woche danach eintraf.

### Zwangsarbeitslager nach 1945
Seit Februar 1945 wurde das Lager vom NKWD und dann vom Ministerium für Öffentliche Sicherheit (Polen, MBP oder UB) als ein Gefangenenlager für angebliche „Volksfeinde“ benutzt. Es wurde in Zentrales Arbeitslager umbenannt. Die Wachen waren Soldaten des Inneren Sicherheitskorps (Korpus Bezpieczeństwa Wewnętrznego). Kommandant war ab 1949 Salomon Morel, der davor für seine Grausamkeiten im Arbeitslager Zgoda in Świętochłowice bekannt wurde. Andere Kommandanten waren Stanisław Kwiatkowski, Ivan Mordasov und Teofil Hazelmajer.
Nach den unvollständigen offiziellen Zahlen starben 1.535 Personen zwischen 1945 und 1947. 972 davon bei einer Typhusepidemie. Nebenlager gab es in Chrusty und Libiąż.

### Nach 1956, teilweiser Abriss
1956 wurde an der Stelle des Lagers ein Schul- und Wohnungskomplex errichtet. Ein auffälliger Gedenkstein für die Opfer des deutschen Lagers wurde an der Stelle des Massakers von 1945 errichtet, daneben ein kleineres Denkmal für die Häftlinge des politischen Gefängnisses auf dem Gelände der Grundschule erst nach dem Ende des Kommunismus in Polen. 
Am 15. April 1996 begann eine Untersuchung der Verbrechen an Polen ukrainischer Herkunft. 1998 errichteten die Präsidenten Polens und der Ukraine Aleksander Kwaśniewski und Leonid Kutschma ein Denkmal an der Stelle des vorher anonymen Massengrabs für 162 Menschen im nahen Wald.